# Tombei
"Tombei" é uma canção da rapper brasileira Karol Conká com participação do duo compatriota Tropkillaz. Foi lançada em 16 de dezembro de 2014 como single através da gravadora SPA, sob licença da Elemess.Inicialmente o single foi lançado pelo selo Buuum, uma criação da Skol Music que na época contava com gerenciamento do DJ Zegon, no qual até hoje detém grande parte dos direitos autorais da música.

## Composição
De acordo com o Portal RND, a música liricamente aborda "o poder que as mulheres tem para causar um tombamento, ou seja, de provocar o reconhecimento cultural em algo", enquanto musicalmente, ela tem "uma pegada que mescla o eletrônico e o tribal africano formando um belo twerk". O processo de criação foi iniciando quando Conká estava em turnê pela Europa. Segundo Rayldo Pereira do Cidade Verde, "a incorporação de sons de triângulo e zabumba, típicos do forró nordestino, chamam a atenção".

## Reconhecimento
A canção foi responsável por impulsionar a carreira de Conká e tornar seu nome mais conhecido em âmbito nacional. Com a faixa, a cantora venceu a categoria de Nova Canção no Prêmio Multishow de Música Brasileira 2015, A Rolling Stone Brasil elegeu "Tombei" como uma das melhores músicas de hip hop de 2014. Tombei foi a música mais tocada na época da Jogos Olímpicos de Verão de 2016, durante a realização do evento a música estava bombando nas rádios, redes sociais e, principalmente, nas pistas de dança das festas temáticas da Olimpíada no Rio, a rapper que por sua vez já havia se apresentando na cerimônia de abertura cantando ao lado da MC Soffia. Um levantamento publicado à época apontou que "Tombei" foi a música mais tocada nas festinhas particulares da Rio 2016.

## Impacto cultural
A canção foi responsável por popular a gíria ''tombamento'',  a gíria se alinha ao termo empoderamento, em forma de elogio o verbo tombar, significa, estar cheia de atitude, estar por cima, arrasar, fechar, lacrar, e divar. Tendo Karol como porta voz, tombei foi uma das maiores expoentes da geração tombamento uma vertente do movimento negro contemporâneo que descreve a nova geração de jovens pretos e periféricos. Promovendo debates sobre o empoderamento negro, negritude, machismo, racismo, homofobia, questões raciais, igualdade de gênero, liberdade sexual e política através da cultura, estética, beleza, moda, música, arte e tecnologia sendo ferramentas políticas de orgulho racial e autoestima buscando igualdade em uma sociedade racista.   

## Vídeo musical

### Desenvolvimento, filmagem e lançamento

Capturas em ecrã de quatro momentos do videoclipe de "Tombei".

O videoclipe de "Tombei" foi dirigido por Konrad Dantas e produção  assinada por KondZilla o próprio Konrad Dantas, Kond contou que a oportunidade de dirigir o video clipe veio a partir de um convite: “A oportunidade de dirigir o clipe da Karol veio de um convite do DJ Zegon (produtor do selo Buuum da Skol Music e metade do duo Tropkillaz), que achou que os nossos trabalhos combinariam. O conceito do clipe surgiu de um brainstorm entre nós, e a ideia da Karol desde o começo era mostrar a força da mulher. Toda mulher tem seus sonhos, seus objetivos e desejos, e precisa ser respeitada da mesma forma que o homem. A intenção é focar bastante no público feminino, e essa discussão é uma pauta bem atual”, explicou Kondzilla.  O videoclipe foi gravado em dois dias e duas locações em fevereiro de 2015, alternando entre um estúdio na Lapa e o parque de diversões do Shopping Aricanduva Estreou em 18 de março de 2015 no canal oficial da KondZilla. Karol explicou o motivo da colaboração com kondzilla na elaboração do videoclipe elogiando seu trabalho: “Costumo dizer que detesto mesmice, e foi esse o intuito de trabalhar com o Kondzilla e arriscar algo diferente. Nesse clipe a ostentação é o poder de ser a ‘mamacita’, de estar vestida com looks maravilhosos, com amigos que dançam sem parar e muita diversão e atitude. Opiniões alheias serão pisadas após o lançamento do clipe!”.

### Enredo, Conceito e figurinos
O enredo do vídeo clipe foi metade escrito pela própria Karol Conká roteirizado em colaboração com Felipe Sassi o qual assina o roteiro, a ideia era que mostrar o poder da mulher, apresentando uma porção de diversidade de cores e pessoas explorando o empoderamento negro e feminino. “Eu escrevi metade do roteiro e depois sentamos para discutir. Juntei amigos, bailarinos e modelos para viver uma tarde no parque de diversões. A intenção é mostrar que todos têm o direito de tombar na sociedade, ou seja, deixar seu registro, causar sensações, esquisitice e até mesmo despertar curiosidade naqueles que desconhecem esse mundo tombástico” disse Conká. Os nove figurinos usados por Karol no clipe foram escolhidos pelos stylists Anna Boogie e Rodrigo Polack, com alguns deles assinados por Alexandre Hercovitch. 

## Uso na mídia
"Tombei" se tornou tema de abertura do seriado Chapa Quente, em 2016, estrelada por Ingrid Guimarães e Leandro Hassum. A canção foi inspiração para o título do documentário A Vida Depois do Tombo, lançado pelo Globoplay, que documentou a vida da rapper após sua controversa participação no reality show Big Brother Brasil 21; apesar disso, a faixa não foi autorizada por DJ Zegon, integrante do duo Tropkillaz, para uso no documentário.

## Faixas e formatos
"Tombei" foi lançada como single em diversos serviços de streaming, contendo somente a faixa, com duração total de três minutos e vinte e cinco segundos.
| Streaming e download digital |          |         |  |
| N.º                          | Título   | Duração |  |
| 1.                           | "Tombei" | 3:25    |  |

Em março de 2015, os produtores do single Tropkillaz, lançaram uma versão alternativa da música através de um remix.
| Streaming e download digital |                                   |         |  |
| N.º                          | Título                            | Duração |  |
| 1.                           | "Tombei (Tropkillaz Radio Remix)" | 3:29    |  |

## Prêmios e indicações
| Ano  | Prêmio                                | Categoria    | Indicação                 | Resultado |
| ---- | ------------------------------------- | ------------ | ------------------------- | --------- |
| 2015 | Prêmio Multishow de Música Brasileira | Novo Hit     | "Tombei" part. Tropkillaz | Indicado  |
| 2015 | Prêmio Multishow de Música Brasileira | Melhor Clipe | "Tombei" part. Tropkillaz | Indicado  |
| 2015 | Prêmio Multishow de Música Brasileira | Nova Canção  | "Tombei" part. Tropkillaz | Venceu    |

## Histórico de lançamento
| País   | Data                   | Formato          | Gravadora                        |
| ------ | ---------------------- | ---------------- | -------------------------------- |
| Brasil | 16 de dezembro de 2014 | Download digital | Buuum (Skol Music) SPA (Elemess) |